# Anna Fendi
Anna Fendi (Roma, Italia, 23 de marzo de 1933) es una diseñadora de moda y empresaria italiana, que junto a sus hermanas Alda, Carla (fallecida en 2017), Franca (fallecida en 2022) y Paola han creado la marca Fendi.
Ella desempeñó el papel de gerente y coordinadora del diseño de colecciones de Fendi y de las licencias relacionadas con la marca.

## Biografía
Nacida en Roma por Edoardo y Adele, comenzó a interesarse por el mundo de los accesorios de moda boutique en cuero y pieles de corte, abierto por sus padres en 1925 en Via del Plebiscito - para ser seguido por otros cuatro boutique, inaugurado en Roma en los años 50. Terminando sus estudios superiores, después de la prematura muerte de su padre, empieza a trabajar junto con su madre y sus hermanas en la gestión de la boutique familiar. Con el tiempo cada una asumirá un rol bien preciso: Paola, experta en pieles, en su elaboración, manufactura, tintura y curtido; Franca, responsable de compras y directora del punto de venta de Via Borgognona; Carla responsable comercial y del  reparto de prensa; Alda, responsable del atelier y del laboratorio de pieles; Anna responsable del estudio de proyección y concesión de licencias.
En 1960 fue la responsable de las decisión de concentrar todo en un único atelier, showroom, laboratorios internos y espacio de venta en un ex teatro en Via Borgognona, y hacerla volver la sede histórica de Fendi. 
En 1965 el Conte Savorelli di Lauriano la puso en contacto con un joven diseñador que había llegado desde poco de París a Roma: y así comenzó la alianza con Karl Lagerfeld.
En 1970 es presentada por la primera vez la colección Fendi (al Pitti di Firenze y seguidamente en Milán). 
En 1975 con la apertura de la boutique Fendi al interno del almacén neoyorquino Bergdorf&Goodman con acceso directo a la 5th Avenue. Debajo su responsabilidad creativa surge la línea "Ready to Wear" de moda masculina casual. Al mismo tiempo sigue personalmente las licencias italianas y extranjeras.
En 1993 se le unió su hija María Silvia, creadora de la Baguette.
En el 2001 ocurre la fusión con LVMH. Poco después de la fusión Anna Fendi decide de dejar definitivamente las riendas del departamento creativo a la hija María Silva Venturini Fendi, al lado de Karl Lagerfeld como responsable de accesorios, de la línea hombre y niño.
Desde ese momento Anna se dedica a la restructuración de Villa Letitia.
En octubre de 2011 fue la primera mujer italiana en recibir en Washington el premio IWF Hall Of Fame.
En el 2012 lanza junto con Giuseppe Tedesco, su pareja, el proyecto de la selección  de vinos AFV – Anna Fendi.